# Lindsay Crouse
Lindsay Ann Crouse (født 12. maj 1948) er en amerikansk teater-, tv- og filmskuespiller.
Crouse har, blandt andet spillet Maggie Walsh i tv-serien Buffy the Vampire Slayer. Hun har været med i film som Forført, Impostor, Insider. For sin præstation i En plads i mit hjerte fra 1984 blev hun nomineret til en Oscar for bedste kvindelige birolle. Crouse var tidligere gift med dramatikeren David Mamet. Sammen har de datter Zosia Mamet, som også er skuespiller.